# Kévin Vauquelin
Kévin Vauquelin (Bayeux, 26 aprile 2001) è un ciclista su strada e pistard francese che corre per il team Arkéa-B&B Hotels. È professionista dal 2022.

## Palmarès

### Strada
- 2018 (Juniores)

Campionati francesi, Prova a cronometro Junior
- 2019 (Juniores)

Campionati francesi, Prova in linea Junior
- 2020 (VC Rouen 76, una vittoria)

2ª tappa, 2ª semitappa Saint-Brieuc Agglo Tour (Plérin > Plérin)
- 2021 (VC Rouen 76, una vittoria)

Campionati francesi, Prova a cronometro Under-23
- 2023 (Team Arkéa-Samsic, tre vittorie)

1ª tappa Tour des Alpes-Maritimes et du Var (Saint-Raphaël > Ramatuelle)
Classifica generale Tour des Alpes-Maritimes et du Var
Tour du Jura
- 2024 (Arkéa-B&B Hotels, due vittorie)

5ª tappa Étoile de Bessèges (Alès > Alès, cronometro)
2ª tappa Tour de France (Cesenatico > Bologna)
- 2025 (Arkéa-B&B Hotels, cinque vittorie)

4ª tappa Étoile de Bessèges (Vauvert > Le Mont Bouquet)
5ª tappa Étoile de Bessèges (Alès > Alès, cronometro)
Classifica generale Étoile de Bessèges
4ª tappa Région Pays de la Loire Tour (Sillé-le-Guillaume > Le Mans)
Classifica generale Région Pays de la Loire Tour

#### Altri successi
- 2022 (Team Arkéa-Samsic)

Classifica giovani Giro del Belgio
Classifica giovani Tour du Poitou-Charentes
- 2023 (Team Arkéa-Samsic)

Classifica giovani Tour des Alpes-Maritimes et du Var
- 2024 (Arkéa-B&B Hotels)

Classifica giovani Étoile de Bessèges
- 2025 (Arkéa-B&B Hotels)

Classifica a punti Étoile de Bessèges
Classifica giovani Giro di Svizzera

### Pista
- 2019

Quattro giorni di Ginevra, Americana (con Morgan Kneisky)
Quattro giorni di Ginevra (con Morgan Kneisky)
- 2020

6ª prova Coppa del mondo 2019-2020, Inseguimento a squadre (Milton, con Thomas Denis, Corentin Ermenault e Benjamin Thomas)

## Piazzamenti

### Grandi Giri
- Tour de France

2024: 91º
2025: 7º
- Vuelta a España

2023: ritirato (15ª tappa)

### Classiche monumento
- Milano-Sanremo

2025: 41º
- Liegi-Bastogne-Liegi

2024: ritirato
2025: 50º
- Giro di Lombardia

2022: 65º
2023: ritirato

### Competizioni mondiali
- Campionati del mondo su strada

Innsbruck 2018 - Cronometro Junior: 16º
Yorkshire 2019 - Cronometro Junior: 30º
Yorkshire 2019 - In linea Junior: 26º
Fiandre 2021 - Cronometro Under-23: 25º
Fiandre 2021 - In linea Under-23: 44º
- Campionati del mondo su pista

Aigle 2018 - Inseguimento a squadre Junior: 2º
Aigle 2018 - Inseguimento individuale Junior: 7º
Francoforte sull'Oder 2019 - Inseguimento a squadre Junior: 2º
Francoforte sull'Oder 2019 - Corsa a punti Junior: 2º
Francoforte sull'Oder 2019 - Americana Junior: 3º
- Giochi olimpici

Parigi 2024 - Cronometro: 15º
Parigi 2024 - In linea: 34º

### Competizioni europee
- Campionati europei su strada

Plouay 2020 - Staffetta mista: 4º
Monaco di Baviera 2022 - Cronometro Elite: 7º